# As Aventuras do Pequeno Príncipe
As Aventuras do Pequeno Príncipe é uma série de animação japonesa de 1978, baseada no popular livro Le Petit Prince (O Pequeno Príncipe) do francês Antoine de Saint-Exupéry.
O livro de Saint-Exupéry foi escrito durante seu exílio nos Estados Unidos, e foi publicado em 1943. Tornou-se o livro francês mais vendido de todos os tempos e é a segunda obra literária mais traduzida em todo mundo.
A série foi produzida em 1978 pela "Knack animation studio" e foi realizada por Takeyuki Kanda, foi ao ar pela primeira vez em 1978 na TV Asahi, no Japão, sob o título original: Hoshi no Ōjisama Puchi Puransu (星の王子さま　プチ・プランス, O Príncipe das Estrelas: Petit Prince).
As histórias giram em torno do Pequeno Príncipe enquanto ele viaja em um cometa de seu planeta natal, B-612, para a Terra. Ele aterrissa na Europa e embarca em uma jornada pelo continente, onde ajuda várias pessoas ao longo de sua estadia no local.
A premissa e os enredos dos episódios foram alterados para a versão estadunidense. Nessa versão, o Pequeno Príncipe viaja para a Terra e por onde passa ele ajuda diversas pessoas, voltando para casa ao final de cada episódio.
Foram exibidos 35 episódios no Japão entre 4 de abril de 1978 a 27 de março de 1979, quatro outros episódios foram lançados posteriormente. De acordo com o livro The Anime Encyclopedia de Jonathan Clements e Helen McCarthy, os quatro episódios restantes permaneceram inéditos até que a série fosse relançada em home video.
No Brasil, o anime passou a ser exibido em 1987, pelo SBT, no programa Oradukapeta e posteriormente em programas como Show Maravilha, Sessão Desenho e Do Ré Mi Fá Sol Lá Simony.

## Enredo
O Pequeno Príncipe vive tranquilo no distante asteróide B-612. Numa atmosfera de paz, ele limpa seus vulcões e cuida de sua rosa mágica. Certo dia, um pássaro espacial chamado Swifty visita seu pequeno planeta e lhe mostra como pegar carona na cauda dos cometas e visitar os mais distantes mundos e galáxias. A cada parada nosso herói conhece um modo de vida diferente, passa por incríveis aventuras e faz novos amigos. Assim o Pequeno Príncipe viaja pelo universo e aprende valiosas lições sobre honestidade, coragem e bondade.

## Episódios
- Créditos adaptados do site Netflix TV Series.[9]

| Título em Inglês                                                                                           |
| 1. Higher Than Eagles Fly!                                                                                 |
| 2. Shipwreck!                                                                                              |
| 3. On Wings of Love                                                                                        |
| 4. Rob the Rainbow                                                                                         |
| 5. A Small Alien                                                                                           |
| 6. Somewhere in Space                                                                                      |
| 7. Visit to Another Planet                                                                                 |
| 8. The Perfect Planet                                                                                      |
| 9. The Wolf Pack                                                                                           |
| 10. The Star Gazer                                                                                         |
| 11. Last Voyage of the Rose                                                                                |
| 12. The Chimney Sweep                                                                                      |
| 13. The Greatest Gift                                                                                      |
| 14. Higher Than Eagles Fly!                                                                                |
| 15. Shipwreck!                                                                                             |
| 16. On Wings of Love                                                                                       |
| 17. Rob the Rainbow                                                                                        |
| 18. A Small Alien                                                                                          |
| 19. Somewhere in Space                                                                                     |
| 20. Visit to Another Planet                                                                                |
| 21. The Perfect Planet                                                                                     |
| 22. The Wolf Pack                                                                                          |
| 23. The Star Gazer                                                                                         |
| 24. Last Voyage of the Rose                                                                                |
| 25 The Chimney Sweep                                                                                       |
| 26. The Greatest Gift                                                                                      |
| 27. Run! Locomotive (hashire! kikansha) 走れ!機関車                                                        |
| 28. Lullabye-grass of love (ai no rarabai kusa) 愛のララバイ草                                             |
| 29. When the aurora shines (orora no kagayaku toki) オーロラの輝くとき                                     |
| 30. Adventure of the good ship Dream -first half- (dorimu gō no bōken - zenpen -) ドリーム号の冒険 ―前 編― |
| 31. Adventure of the good ship Dream -second half- (dorimu gō no bōken - kōhen -) ドリーム号の冒険 ―後 編― |
| 32. I want to go home to my star (hoshi he kaeri tai) 星へ帰りたい                                         |
| 33. Fly, comet ship! (tobe ryūsei gō!) 飛べ流星号!                                                         |
| 34. Village vanished to the lake bottom (kotei ni kie ta mura) 湖底に消えた村                              |
| 35. Bridge of friendship (yūjō no hashi) 友情の橋                                                          |
| 36. Sculptor of the forest (mori no chōkoku shi) 森の彫刻師                                                |
| 37. Hero's hill (yūsha no oka) 勇者の丘                                                                    |
| 38. Violin singing to the heart (kokoro niutau vaiorin) 心にうたうヴァイオリン                             |
| 39. Good night, prince (oyasuminasai ōji sama) おやすみなさい王子さま                                      |

## Lançamento em DVD
A Focus Filmes lançou no Brasil a série  As Aventuras do Pequeno Príncipe, com 16 Episódios  em 4 volumes no dia 10 de maio de 2006.
- Créditos adaptados do DVD da Focus Filmes.[11]

| Nome do DVD                         | Episódio | Data de lançamento | Informações adicionais |
| ----------------------------------- | -------- | ------------------ | --- |
| The adventures of the little prince | 16       | 10 de maio de 2006 | Volume 01 - Episódio 01 - Mais Alto Que O Vôo Das Águias - Episódio 02 - Nas Asas Do Amor - Episódio 03 - O Pote De Ouro - Episódio 04 - Em Algum Lugar No Espaço Volume 02 - Episódio 05 - Visita A Um Outro Planeta - Episódio 06 - O Planeta Perfeito - Episódio 07 - O Sonhador - Episódio 08 - A Última Viagem Da Rosa Volume 03 - Episódio 09 - O Melhor Presente - Episódio 10 - Grande Demais Para Esse Mundo - Episódio 11 - Para Ser Um Homem - Episódio 12 - A Mala Volume 04 - Episódio 13 - Pegando Carona No Cometa Halley - Episódio 14 - Uma Luz Na Tempestade - Episódio 15 - Um Mundo Diferente - Episódio 16 - A Pedra Dos Desejos |

## Dobragem/Dublagem

### Portuguesa
- Pequeno Príncipe - Carla Maciel[12]
- Vivaz - Jorge Paupério[12]

### Brasileira
- Pequeno Príncipe - Telma Lúcia[7]
- Swift - Nelson Machado Filho[7]
- Professor - Carlos Seidl[7]